# Totenmahl (frühes Christentum)
Zum Totenkult im frühchristlichen Rom gibt es kaum zeitgenössische Quellen, sodass die Forschung bei Rekonstruktion und Deutung dieser Totenkultpraktiken auf die künstlerischen Darstellungen angewiesen ist, wie sie auf Sarkophagen und Grabplatten, vor allem aber auf den erstaunlich zahlreichen christlichen Wandmalereien in den Katakomben vor den Mauern Roms erhalten gebliebenen sind.

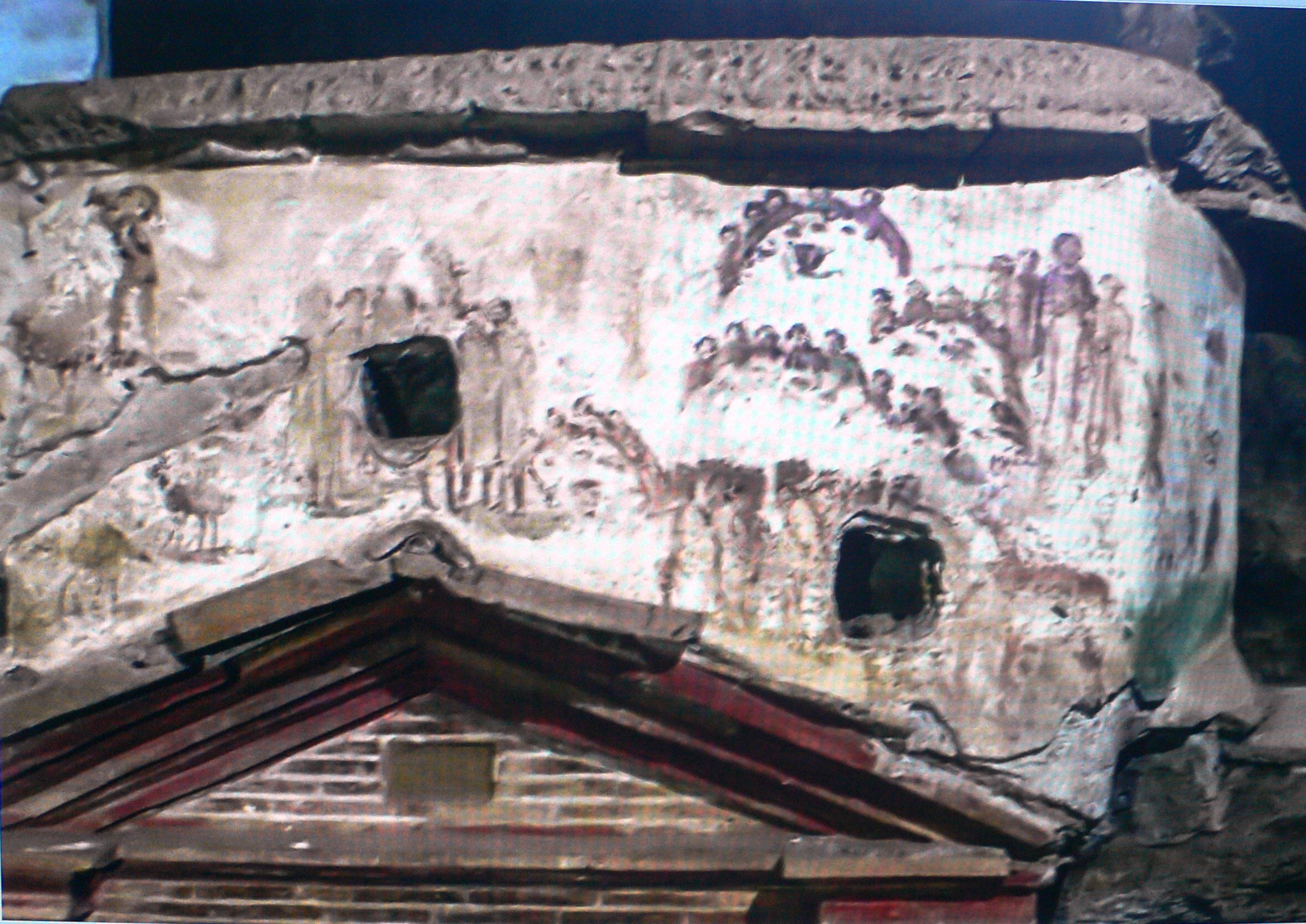
Frühchristliche Mahlszenen am Grabhaus des Clodius Hermes in der Sebastian-Katakombe, vor 230. Das Grabhaus liegt unterhalb der Basilika San Sebastiano fuori le mura

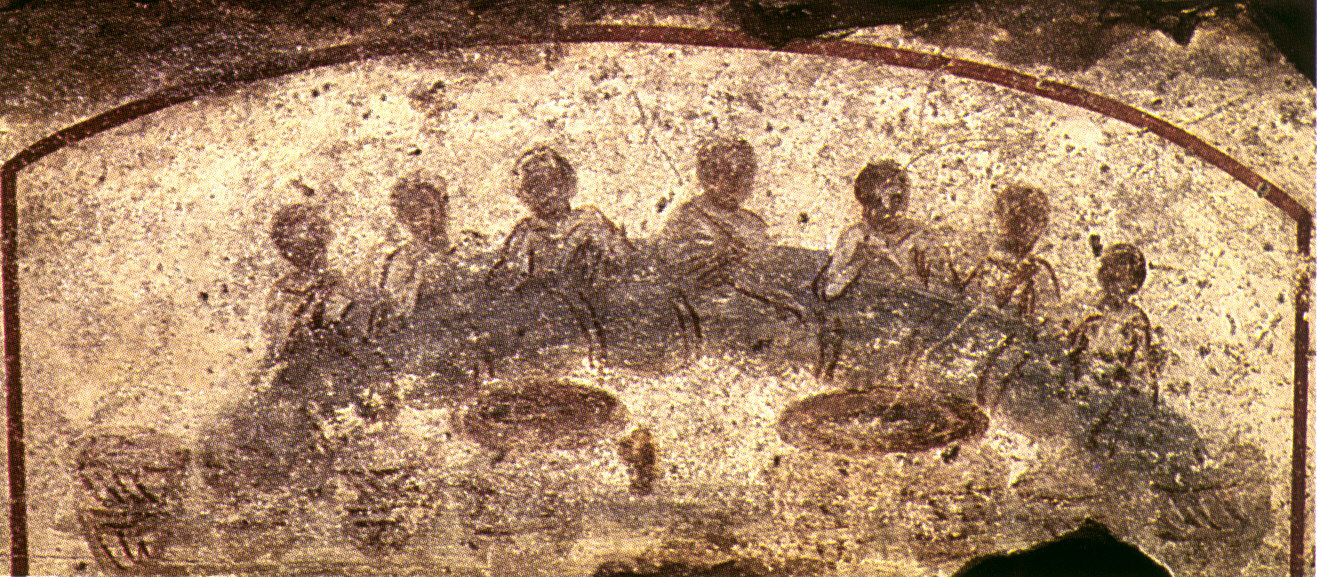
Agape-Mahl in der Calixtus-Katakombe, um 230

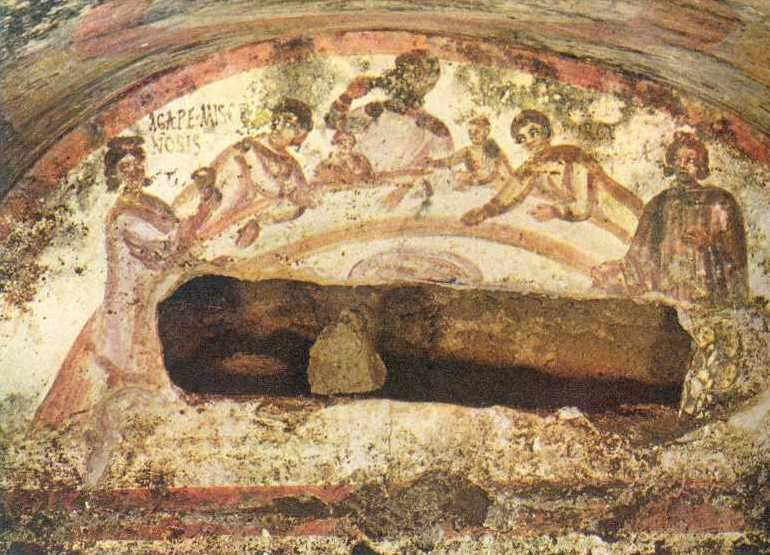
Mahlszene einer Familie mit Kindern in der Katakombe Marcellino e Pietro, um 250. Die Beischriften lauten: AGAPE MISCE NOBIS und IRENE PORGE C(A)LDA („Agape mische Wein für uns“ – „Irene reiche mir gewärmten Wein“). Agape und Irene waren die Symbolfiguren für Nächstenliebe und Friedfertigkeit

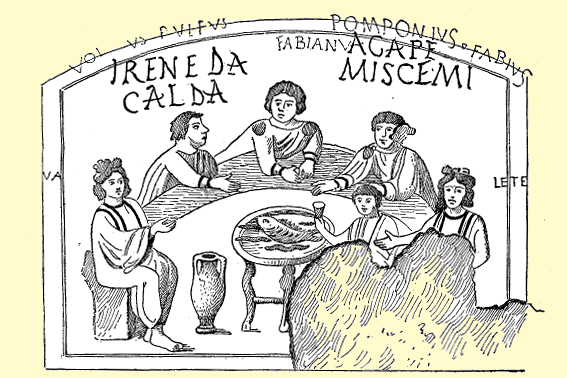
Totenmahl mit Agape und Irene in der Katakombe Marcellino e Pietro, um 290. Die Beischriften lauten: AGAPE MISCE M(I) und IRENE DA CALDA (frei übersetzt: „Agape mische Wein für mich“ – „Irene reiche mir gewärmten Wein“)

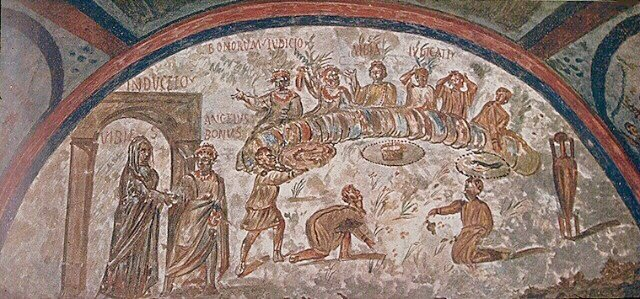
Mahlgemeinschaft mit der verstorbenen Vibia im Hypogäum der Vibia, nach 360. Die Verstorbene wird von einem Engel (ANGELVS BONVS) in das Reich der Seligen geleitet (INDVCTIO VIBIES) und erhält ihren Platz in der Mitte zwischen weiteren Gerechten (BONORUM IVDICIO IVDICATI)

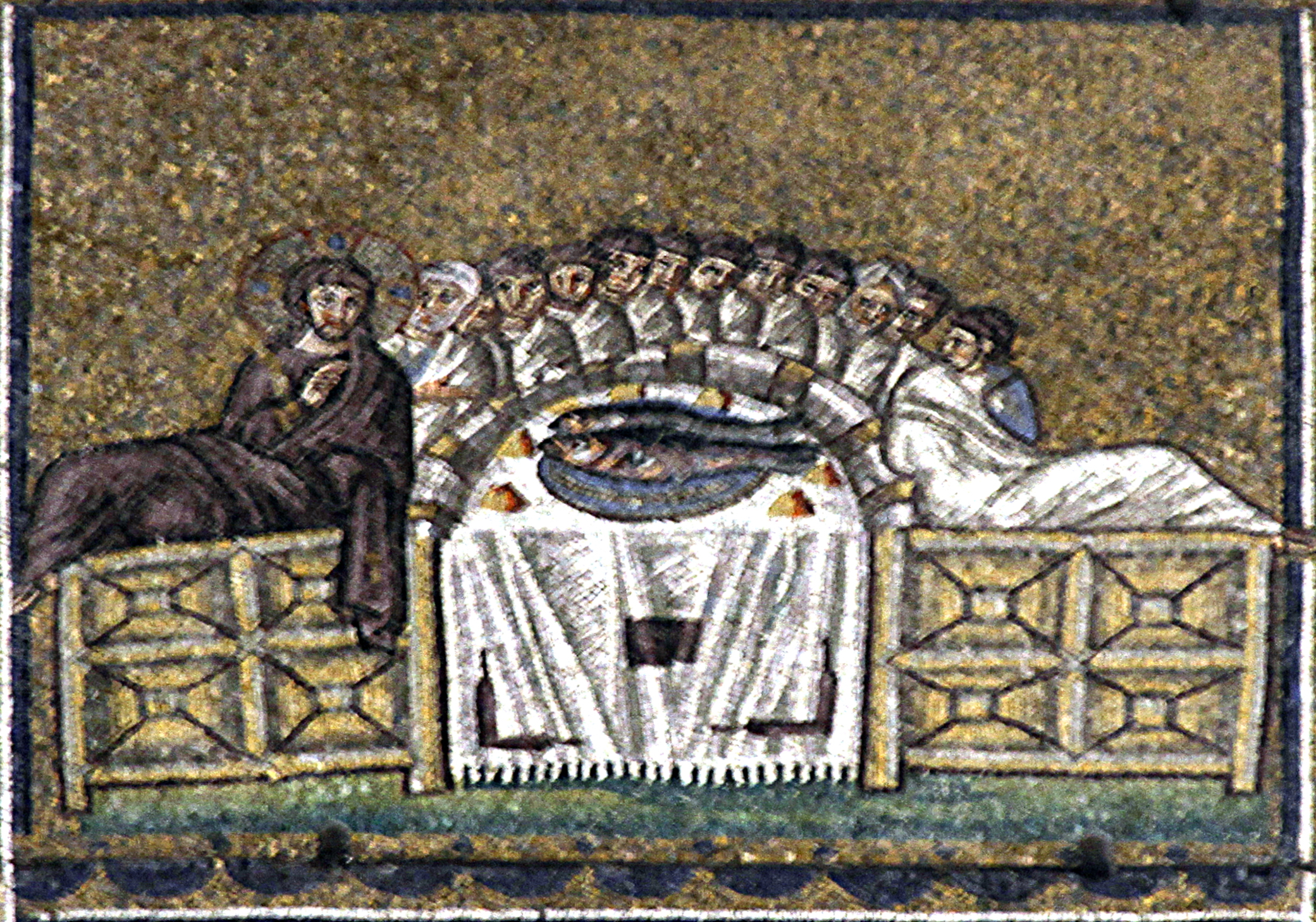
Letztes Abendmahl, Mosaik in Sant´Apollinare Nuovo, Ravenna, 5./6. Jh.

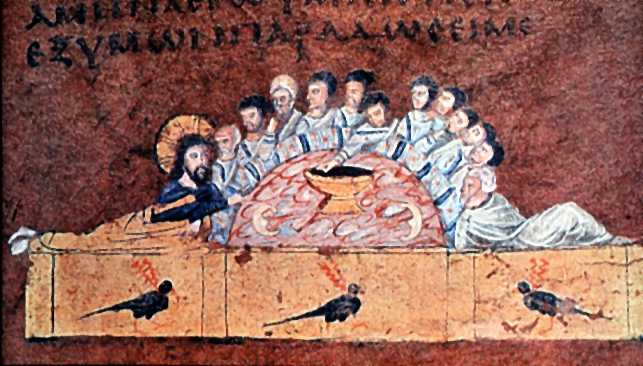
Letztes Abendmahl, Miniatur aus dem Codex purpureus Rossanensis, 6. Jh.

## Vom antiken Totenbankett zum frühchristlichen Totenmahl
Im spätantiken Rom gehörte zu einem paganen Begräbnis regelmäßig ein Totenbankett (silicernium) der engsten Familienmitglieder und Freunde, das zum Gedenken an den Verstorbenen am coemeterium (Grabkammer) abgehalten wurde. Am Begräbnistag begann eine neuntägige Trauerzeit, in der jeder Kontakt mit der Familie des Verstorbenen vermieden wurde, weil eine Befleckung der Welt der Lebenden durch den Toten möglichst ausgeschlossen werden sollte. In den darauf folgenden Jahren wurde dann der Geburtstag (dies natalis) des Verstorbenen erneut mit einem Mahl gefeiert.
Aus den archäologischen Quellen ist ersichtlich, dass die frühen Christen in Rom diesen paganen Ritus des Totenmahls zunächst ikonographisch unverändert übernommen haben. Aber es entfielen die Kontaktbeschränkungen mit dem Toten und seinen Angehörigen; bereits den Sterbenden wurde von Angehörigen und Priestern Beistand geleistet; und statt des Geburtstags feierte man in den folgenden Jahren den Sterbetag des Verstorbenen mit einem Gedächtnismahl, weil der Tod als Übergang zum ewigen Leben verstanden wurde.
Dem zumindest äußerlich mit dem paganen Totenbankett vergleichbaren christlichen Totenmahl lag ein grundlegend anderes Verhältnis der Lebenden zum Tod und zu dem Verstorbenen zugrunde. Während der Mahlfeier wurde der Verstorbene als Teil der Gemeinschaft der Lebenden angesehen; das gemeinsame Fest sollte die Bindung über den Tod hinaus besiegeln. Den Zustand des Todes sah man als Schlaf an, aus dem der Tote am Ende der Tage zu neuem Leben auferweckt wird. Deshalb wurde eine Begräbnisstätte als coemeterium, also Schlafkammer oder Schlafstätte bezeichneten.
Der Theologe Tertullian (um 150–220) bezeichnete dieses christliche Totenmahl als refrigerium (Erquickung) und wollte damit den glückhaften Zustand beschreiben, in dem die Seelen der Seligen erfrischt auf das Jüngste Gericht und ihren endgültigen Eintritt in den Himmel warten. Unter refrigerium verstand man außer dem Wortsinn (Erquickung durch Speise und Trank) auch den glückseligen Jenseitszustand des Verstorbenen. Das von den Teilnehmern diesseitig gefeierte Totenmahl am Grab stand in innerem Zusammenhang mit dem jenseitigen Zustand, in dem sich der Tote befand.
Seit Anfang des 3. Jahrhunderts wurde das christliche Totenmahl häufig auf Wandgemälden in den Katakomben dargestellt. Die Wandmalereien in den Katakomben gelten als die frühesten Zeugnisse christlicher Kunst. Unter ihnen gehören wiederum die Totenmahl-Darstellungen zu den ältesten ihrer Art. Die Trauernden lagen auf Polstern um einen halbkreisförmigen Tisch, an dem Diener Speisen und Getränke servierten. Auf diese Weise sollte den Seelen der Verstorbenen während des Stadiums zwischen Tod und Auferstehung durch Gebete und Speisen Trost zuteilwerden. Aus den erhalten gebliebenen Abbildungen von Totenmahlzeiten wird auch ersichtlich, dass die frühen Christen die Eucharistie bis zum 6. Jahrhundert ausschließlich mit Brot und Fisch (nicht mit Brot und Wein) gefeiert haben.

## Die Begräbnisfeier der frühen Christen
Mangels schriftlicher Quellen lassen sich die Besonderheiten einer frühchristlichen Begräbnisfeier am besten beurteilen anhand der erhalten gebliebenen ca. 27 Wandmalereien in acht römischen Katakomben, vor allem in den Katakomben Sebastiano (1×), Priscilla (1×), Domitilla (1×), Callisto (4×) und Marcellino e Pietro (15×) sowie im Hypogäum der Vibia (2×). Die Malereien befinden sich in der Regel an den Wänden einer Grabkammer (cubiculum) oder in dem halbkreisförmigen Bogenfeld (Lünette, franz. lunette = kleiner Mond) eines Arkosolgrabes (arcosolium, von lat. arcus „Bogen“ und solium „Grab“), also eines Grabes unter einer bogenförmig ausgehöhlten Nische.
Außer den in der Sebastian-Katakombe dargestellten Tischgesellschaften gehören die Totenmahlbilder in den sogenannten Sakramentskapellen der Callisto-Katakombe zu den ältesten erhalten gebliebenen Wandmalereien. Alle vier aus der ersten Hälfte des 3. Jahrhunderts stammenden Szenen der Callisto-Katakombe gleichen sich:
- Es sind jeweils sieben nicht besonders charakterisierte Männer beim Mahl abgebildet, die auf einer Bank vor einem halbrunden Tisch mit Broten und Fischen lagern.
- Vor dem Tisch stehen sieben bzw. zehn Vorratskörbe mit Brot.
- Diener und weitere Personen fehlen.

Die zahlreichen Totenmahlbilder in der Katakombe Marcellino e Pietro unterscheiden sich bezüglich ihrer Entstehungszeit (Ende 3. bis Mitte 4. Jahrhundert), Situation und Größe sowie vor allem in der Ikonographie. Die Mahlteilnehmer sind unterschiedlich in Anzahl, Alter, Geschlecht und sozialer Hierarchie; auch Tische, Sitzmöbel, Dekor und Räumlichkeiten differieren:
- Es kommen zwei bis sieben Teilnehmer vor, darunter auch Frauen und Kinder, Diener und Dienerinnen.
- Die Teilnehmer unterscheiden sich durch Alter, Kleidung, charakteristische Köpfe, Frisuren, Haarschmuck bei Frauen und Bärte bei Männern.
- Als Interaktion der Teilnehmer sind zu deuten: Kopfwendungen und Blickrichtungen, hinweisende Gesten und das Halten von Trinkgefäßen, aber auch das verbildlichte Trinkritual mit Rede und Gegenrede zwischen Gastgeber und Gästen (MISCE NOBIS und PORGE CALDA) sowie in Einzelfällen das Brotbrechen.
- Es ist zu vermuten, dass manchmal auch der Verstorbene selbst bildhaft unter den Teilnehmern anwesend ist und dass dadurch die Ebene zwischen Verstorbenen und Mahlteilnehmern aufgehoben wird.
- Die auf dem Tisch angerichteten oder von Dienern servierten Speisen sind unterschiedlich.
- Auf den Tischen mit gemusterten Tüchern stehen Teller, Gläser, Karaffen und Flaschen.
- Als Mobiliar kommen vor: das Stibadium (griechisch στιβαδιον = halbrundes Speisesofa), Klinen (griechisch κλίνη = Ruheliege mit hohem Kopfende); die Tische sind z. T. kunstvoll gedrechselt.
- Viele Wandbilder weisen Inschriften auf, die sich regelmäßig auf Frauen (Dienerin Sabina) oder auf christlich-allegorische Gestalten (Agape (griechisch ἀγάπη = Gottesliebe, Nächstenliebe, Liebesmahl)) und Irene (griechisch εἰρήνη = Frieden) beziehen.
- Der Ort des Totenmahls wird durch Pflanzen und Sonnenuhr nach draußen verlegt, während enge Bildräume auf einen Innenraum hindeuten.

In den Abbildungen von Totenmahlen scheint die Grenze zwischen den Verstorbenen und den Hinterbliebenen aufgehoben und alle in einer Mahlgemeinschaft vereint zu sein. In den jüngsten Untersuchungen wird die Meinung vertreten, die Mahlszenen seien auch in ihrer Bedeutungsebene vielschichtig: Es könnte sich um ein reales Totenmahl der Hinterbliebenen handeln, zugleich aber auch um die „Projektion einer zukünftigen Wiedervereinigung von Verstorbenen und Hinterbliebenen in einem paradiesischen Mahl, wobei Agape und Irene symbolisch den christlichen Gehalt dieser Hoffnung definieren.“ Deshalb sei es angemessen, in diesem Zusammenhang auf den Begriff Refrigerium zurückzugreifen, der Ausdruck eines typisch christlichen, die Grenzen zwischen Dies- und Jenseits aufhebenden Totengedenkens unter den Leitbegriffen Agape und Irene sei.

## Szenen des frühchristlichen Totenmahls
Als älteste Darstellungen eines christlichen Totenmahls gilt die Wandmalerei (um 230) auf der Attika über dem römischen Grabhaus des Clodius Hermes in der Sebastian-Katakombe, die unterhalb der Basilika San Sebastiano fuori le mura an der Via Appia liegt. Dargestellt sind vier halbkreisförmig angeordneten Tischgesellschaften und Diener mit Körben. Auf der linken Bildhälfte kann man außerdem zwei Hirten mit ihrer Herde erkennen und darüber einen weiteren Hirten, der ein Schaf auf der Schulter trägt.
Ebenfalls aus der ersten Hälfte des 3. Jahrhunderts stammen die vier Wandbilder in der Calixtus-Katakombe, bei denen übereinstimmend sieben Männer vor dem Tisch mit Broten und Fischen lagern, jeweils ohne weitere Personen, nur mit den Vorratskörben im Vordergrund (vgl. Wilpert 1903, Tafel 15.2, 27.2, 41.2 und 3).
Im Gegensatz dazu zeigen die 15 Totenmahl-Fresken in der Katakombe Marcellino e Pietro die oben beschriebenen vielfachen Unterschiede, die darauf schließen lassen, dass jedes Bild als Einzelwerk für einen bestimmten Auftraggeber angefertigt worden ist, also mit den auf die Familie abgestimmten Personen und deren konkrete Angaben zur Ausgestaltung (vgl. Wilpert 1903, Tafel 62.2, 65.3, 131.1, 133.2, 157.1 und 2, 167, 184 sowie Zimmermann 2012 Abb. 9, 15, 16, 17).
Die um 230 entstandene Mahlszene in der Griechischen Kapelle der Priscilla-Katakombe fällt auf durch eine besonders gute Ausführung. In einem ockerfarben ausgemalten Raum lagern sechs Männer und eine Frau (dritte von rechts) auf einem stibadium vor einem Sigma-förmigen Tisch, die sich wohl jeweils miteinander unterhalten und dabei auf die vor ihnen stehenden beiden Platten (mit zwei Fischen mit drei kleinen Broten) hinweisen. Der Mann links im Bild beginnt, das Brot zu brechen. Links stehen sieben und rechts drei Vorratskörbe mit Brot. Dargestellt ist der Ritus des Brotbrechens (fractio panis) während eines Totenmahls (refrigerium).
Besondere Bedeutung haben die Wandmalereien (nach 360) in dem Hypogäum der Vibia, in dem sich die Gräber von Vincentius und seiner Frau Vibia befinden (an der Via Appia Nr. 101, ca. 250 m nordöstlich der Calixtus-Katakombe). Die Mahlszene mit Vincentius zeigt ihn als (jüdisch-phrygischen) Sabazios-Priester in einem glücklichen Leben nach dem Tod. Auf dem Hauptgemälde des Arkosolgrabes ist dargestellt, wie die bereits verstorbene Vibia von einer Engelfigur (ANGELVS BONVS) durch ein Portal in den Garten der Seligen zum Festmahl geleitet wird (bereits nach jüdisch-christlichem Ritus). Vibia erhält ihren Platz in der Mitte der Mahlgemeinschaft neben ihrem Mann Vincentius. Als Hypogäum (lat. hypogéum, griechisch hypógaios = unter der Erde) wird ein unter der Erdoberfläche liegender gewölbter Grabbau bezeichnet, der im Unterschied zu einer Katakombe aus der heidnischen Antike stammt.
Erwähnenswert ist auch die Darstellung eines Totenmahls aus der antiken Stadt Tomis (auch Tomoi) an der Schwarzmeerküste, heute Constanța in Rumänien. Diese Wandmalerei des 4. Jahrhunderts gleicht den Vorbildern in römischen Katakomben.
Das Motiv der um einen Tisch gelagerten Teilnehmer eines Totenmahls wird im 3. Jahrhundert übernommen, um das von Jesus bewirkte Weinwunder auf der Hochzeit zu Kanaa abzubilden. In der Doppelkammer 62 der Katakombe Marcellino e Pietro haben sich vier Männer und drei Frauen vor einem dreifüßigen runden Tisch gelagert. Von links nähert sich ein gelockter Tafeldiener mit einer Schüssel. Der Anlass zu diesem Mahl wird durch die auf der rechten Seite besonders groß dargestellte Hauptfigur bestimmt; es ist Jesus, der mit einem Stab einen der sechs Krüge berührt (gemäß Joh 2,6). Dargestellt ist das Weinwunder als Vorbild der Eucharistie.
In der Folgezeit wurde das aus der Katakombenmalerei stammende Motiv der um einen sigmaförmigen Tisch mit Brot und Fisch gelagerten Gäste abgewandelt in eine Nachbildung der Zusammenkunft Jesu mit den Aposteln anlässlich des letzten Abendmahls. Das zeigt das gegen Ende des 6. Jahrhunderts entstandene Mosaik im südlichen Obergaden des Mittelschiffs von Sant’Apollinare Nuovo in Ravenna sowie eine aus der Mitte des 6. Jahrhunderts stammende Miniatur im Codex purpureus Rossanensis, der heute im Diözesanmuseum Rossano/Kalabrien verwahrt wird.